# Today (álbum de Elvis Presley)
Today es el quincuagésimo quinto álbum de estudio del músico y cantante estadounidense Elvis Presley, publicado por la compañía discográfica RCA Victor en marzo de 1975. El álbum recoge canciones grabadas en los RCA Studio C de Hollywood, California los días 10, 11 y 12 de marzo de 1975, fechas que marcaron la última vez que Presley grabó en un estudio. Elvis había grabado por última vez en el estudio C en 1972, cuando registró los sencillos «Burning Love» y «Separate Ways». En ese momento, Elvis tenía 40 años y estaba acompañado de su por entonces novia, Sheila Ryan.
Today incluyó el sencillo «T-R-O-U-B-L-E», una canción rock que entró en el top 40 de la lista Billboard Hot 100. Por otra parte, «Green, Green Grass of Home» fue publicado como sencillo en el Reino Unido, donde llegó al top 30. El álbum incluyó también versiones de canciones de Perry Como,  Tom Jones, The Pointer Sisters, Billy Swan, Faye Adams, The Statler Brothers y Charlie Rich. 

## Lista de canciones
| Cara A |                        |               |          |  |
| N.º    | Título                 | Escritor(es)  | Duración |  |
| 1.     | «T-R-O-U-B-L-E»        | Jerry Chesnut | 3:06     |  |
| 2.     | «And I Love You So»    | Don McLean    | 3:41     |  |
| 3.     | «Susan When She Tried» | Don Reid      | 2:20     |  |
| 4.     | «Woman Without Love»   | Jerry Chesnut | 3:37     |  |
| 5.     | «Shake a Hand»         | Joe Morris    | 3:52     |  |

| Cara B |                              |                               |          |  |
| N.º    | Título                       | Escritor(es)                  | Duración |  |
| 1.     | «Pieces of My Life»          | Troy Seals                    | 4:07     |  |
| 2.     | «Fairytale»                  | Bonnie Pointer, Anita Pointer | 2:47     |  |
| 3.     | «I Can Help»                 | Billy Swan                    | 4:08     |  |
| 4.     | «Bringin' It Back»           | Greg Gordon                   | 3:04     |  |
| 5.     | «Green, Green Grass of Home» | Curly Putman                  | 3:39     |  |

## Personal
- Elvis Presley - voz
- James Burton - guitarra
- David Briggs - teclados
- Buddy Spicher - violín
- Chip Young - guitarra
- Millie Kirkham - coros
- Johnny Christopher - guitarra
- Weldon Myrick - steel guitar
- Norbert Putnam - bajo
- Mike Leech - bajo
- Mary Holladay - coros
- Tony Brown - teclados
- Ginger Holladay - coros
- Duke Bardwell - bajo
- Ronnie Tutt - batería
- Charlie Hodge - guitarra, armónica, coros
- Glen Hardin - teclados
- Jimmy Gordon - teclados
- Lea Berinati - coros

## Posición en listas
| País           | Lista                | Posición |
| -------------- | -------------------- | -------- |
| Estados Unidos | Billboard Pop Albums | 57       |
| Reino Unido    | UK Albums Chart      | 48       |